# Bocchoris luteofusalis
Bocchoris luteofusalis là một loài bướm đêm trong họ Crambidae.